# Hylliebadet

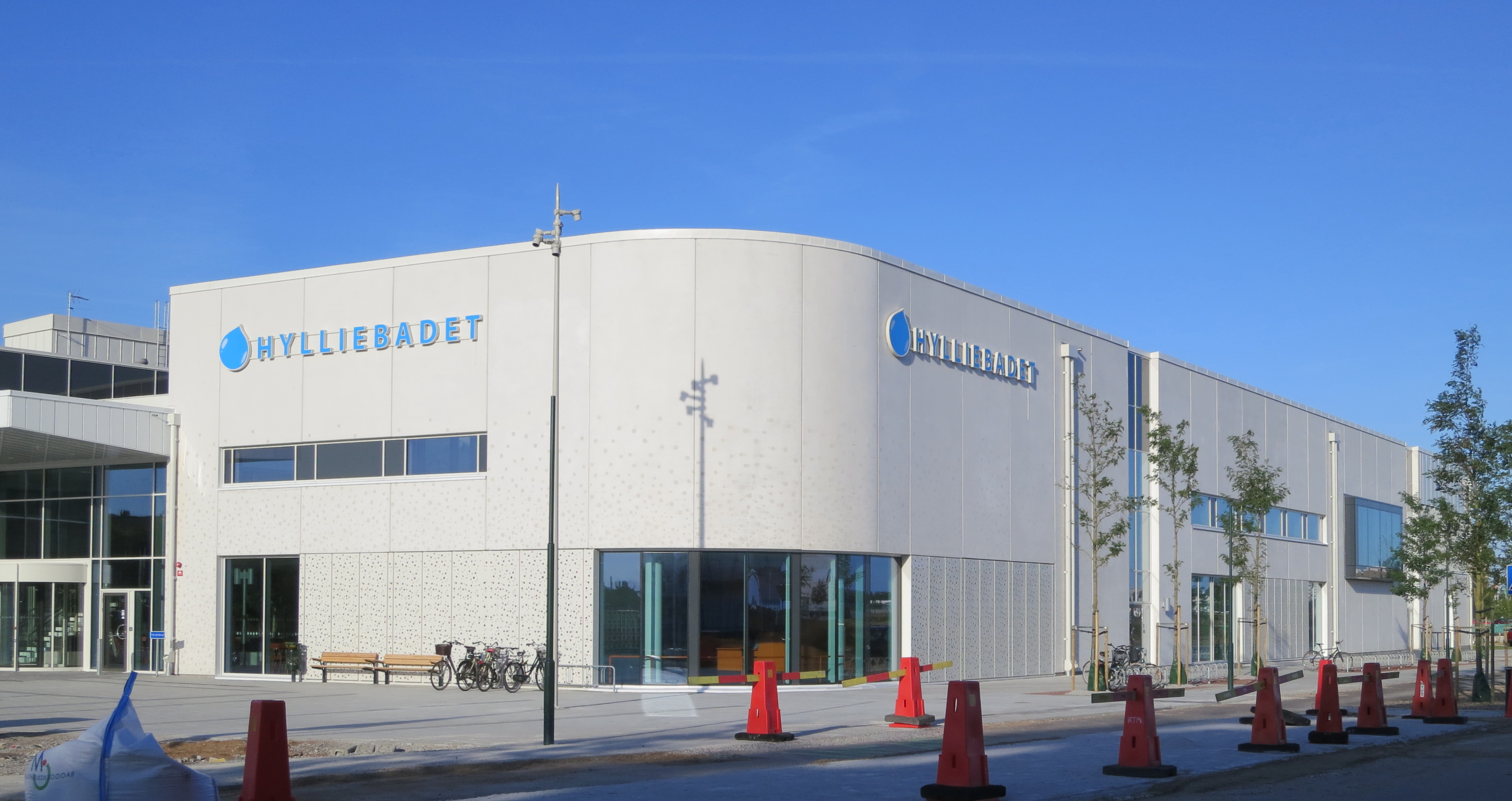
Hylliebadet

Hylliebadet är en badhusanläggning i området Hyllievång intill Kroksbäcksparken i södra Malmö, invigd 2015.
Hylliebadet byggdes under 2013-15 för att ersätta det slitna, centrala Aq-va-kul / Simhallsbadet som ett badhus för allmänheten. Badet ägs av Malmö stad, är ritat av PP arkitekter och invigdes 15 augusti 2015. Anläggningens 11 000 kvadratmeter är indelad i olika delar som innefattar en 50-metersbassäng med trampolin och publikläktare för 250 personer, två undervisningsbassänger, familjedel med vattenrutschkanor etc, gym med friskvårds- och gruppträningsyta, relaxavdelning, konferensytor och kafé. På dam- och herrsidan finns bastur och i relaxavdelningen tre torrbastur och ett ångbad. Det finns en särskild insynsskyddad bassäng för avskildhet och full utrustning för funktionshindrades tillgänglighet. 50-metersbassängen är avdelningsbar i två 25-metersbassänger och har en uppblåsbar hinderbana, några bassängers djup kan automatiskt regleras med höjbar botten. Genom stora panoramafönster har man från badet utsikt över Kroksbäcksparkens gräsklädda kullar.
Hela anläggningen är fullständigt självförsörjande med el, bland annat genom solpaneler på taket och värmeåtervinning i kretslopp. Vattnet cirkulerar i ett slutet system med egen lokal vattenrening och kloret till bassängvattnet tillverkas på plats via elektrolys.
Då Hylliebadet är avsett primärt för allmänhetens bruk och motionssimning är simklubbarnas verksamheter fortfarande främst lokaliserade till Simhallsbadet i väntan på det planerade uppförandet av en ny tävlingsanpassad simstadion i framtiden.

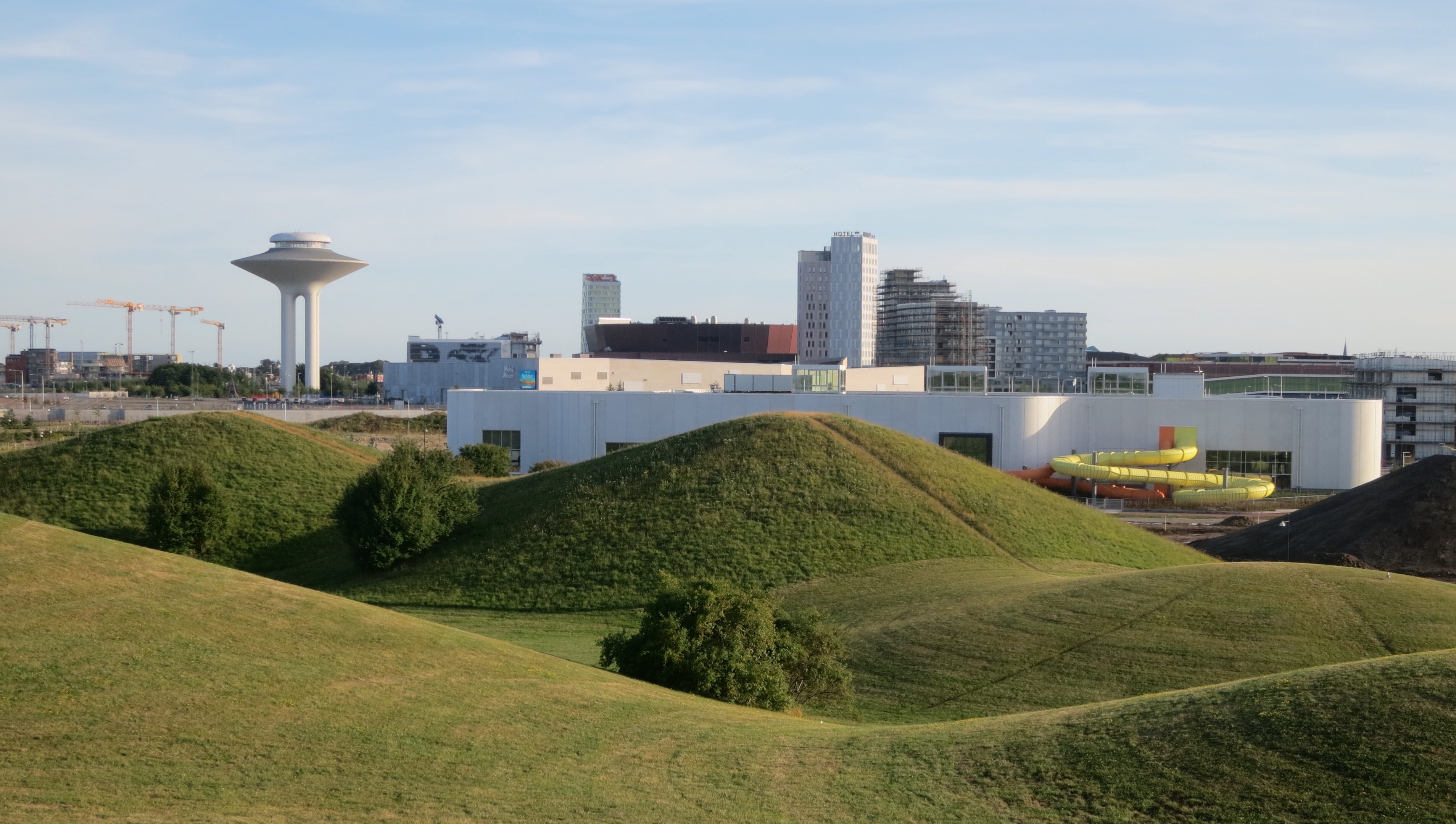
Hyllievång från Kroksbäcksparken. Badet med vattenrutschkanans gula rör bortom kullarna.